# Microregione di Porto Franco
Porto Franco è una microregione dello Stato del Maranhão in Brasile, appartenente alla mesoregione di Sul Maranhense.

## Comuni
Comprende 6 comuni:
- Campestre do Maranhão
- Carolina
- Estreito
- Porto Franco
- São João do Paraíso
- São Pedro dos Crentes